# Answer〜警視庁検証捜査官
『Answer〜警視庁検証捜査官』（アンサー〜けいしちょうけんしょうそうさかん）は、2012年4月18日から6月13日まで、テレビ朝日系列で毎週水曜21時 - 21時54分に全9話が放送された、東映制作の刑事ドラマ。主演は観月ありさ。
「内部告発」により警視庁検証捜査係へ異動させられた女性キャリア警察官が、文字通りの「検証捜査」を行って事件の隠された答え（Answer）を探りだす作品。
キャッチコピーは「調書にない、答えがある。」

## あらすじ
警視庁・あきる野警察署長の新海昌は、署長在任時に署で発生した誤認逮捕の謝罪会見で捜査に問題があったと内部告発したことで疎まれ、新海に目をかけていた警察庁長官官房の東出祐介によって、現場の古い体質を変えるべく警視庁検証捜査係に異動となった。そこは、現場から上がってくる調書の不備を指摘する事しか行っていなかったいわば窓際部署だったが、新海の「調書への違和感」を元にした調査によって「隠された真相」が次々と暴かれる事によって、検証係のメンバーたちは自分たちの本来の役割を思い出す。そんな新海は永友真一など捜査一課とも初期は犬猿の仲だったが、新海の調査によって真相を導き出す実力を認められるようになっていく。
そんな中、新海が身元引受人となっていた人物が逮捕される。新海を疎んでいた警察内部のリークによって絶体絶命の危機に晒され、新海を送り込んだ東出によって新海の再異動を提示された時、新海ら検証係と永友ら捜査一課の最後の捜査が始まる。

## 登場人物

### 警視庁捜査一課

#### 検証捜査係
冤罪などが相次ぎ、失墜した警察の信用を回復するために設置された部署。これまでは調書に誤字脱字などの不備がないかなど事務的な確認作業が主だったが、新海が来た後は捜査に介入するようになった。
新海晶〈35〉
演 - 観月ありさ
管理官 警視（キャリア）。コーヒーが好きなようで、いつも愛飲し、部下にご馳走する時は決まってコーヒーを振る舞っている。あきる野警察署長在任時に起きた誤認逮捕の警視庁謝罪会見公式文章発表後、「捜査に問題があった」という独自の見解を述べたことで「内部告発」と報道され上層部の不興を買う。警察庁長官官房の東出には目をかけられており、捜査一課検証捜査係への異動という形で収められた。最終回では過去に関わったある事件がきっかけで東出から海外異動を命じられるも、事件解決後は異動は取り止めとなり、結局検証捜査係に留まる事となった。
小暮茂雄〈55〉
演 - 片岡鶴太郎
警部補。妻（写真出演 - 角南範子）に先立たれて娘と二人暮らし。今までと勝手が違うタイプの上司である新海が赴任したことで戸惑いを見せており、今までは検証捜査にはそこまで乗り気ではなく必要以上に再捜査をする事に消極的だったものの、最終回では自分たちの為に独自で検証捜査を行おうとした新海に対して自身も検証捜査に付き合う事を申し出るなど再捜査の重要性を理解するようになった。
長谷部吉伸〈30〉
演 - 五十嵐隼士（D☆DATE）
巡査部長。現場経験がない内勤の警察官。若手の唐沢に対抗心を燃やす。新海のやり方に戸惑いつつも、それでも反発しておらず、彼女の命令に従って捜査に動いていたが、徐々に薄井と同様に仕事に対する熱意に目覚め始め、最終回では積極的に仕事に取り組むようになった。
薄井昭三〈50〉
演 - 松重豊
係長 警部。検証捜査係の職責とは調書に誤字脱字の不備がないか調べる部署だと考えており、新海が赴任した後は度々彼女の捜査に同行する事が多くなり、嫌な顔をしつつも渋々従うが、長谷部と共に徐々に仕事に対する熱意に目覚め始め、最終回では捜査を止めるように言う上層部に反発して検証捜査の継続を願い出る。事件解決後は、積極的に仕事に取り組むようになった。

#### 強行犯係
永友真一〈43〉
演 - 田辺誠一
強行犯係管理官 警視。疑問に思った事件を断りもなく勝手に再捜査する新海に反発するが、結局は新海の意見を聞き入れた上で自らも疑問に思えば再捜査に臨み、最後には新海と共に事件を解決させるなど奇妙な連携を見せており、それを通じて徐々に彼女を認めるようになり、また再捜査の重要性も理解するようにもなった。また、5話ではかつての同期の刑事が被害者となり、真実を知るため自分から被害者が関わった過去の事件の検証捜査を新海に頼み、また上司に反発してまで真実を明らかにするよう説き伏せるなど初めて警察の威信に逆らう行動を見せた。最終回では捜査を止めるように言う上層部から新海を庇い、彼女の検証捜査継続を願い出たばかりか、事件解決後は捜査員全員と共に解決の糸口となった新海を称賛した。
唐沢潤平〈28〉
演 - 橘慶太（w-inds.）
強行犯係 巡査。新海に好意を抱いているのではと勘繰られる。8話では令状なしに犯人に繋がる証拠を手に入れてしまったため上層部から叱責されてしまう。
幸村勇〈36〉
演 - 眞島秀和
強行犯係 巡査部長。
田中
演 - 建蔵
大賀
演 - 大賀太郎
渡辺
演 - 渡邊修一
須川
演 - 須川和洋
強行犯係 巡査。

#### 他の関係者
有富功〈49〉
演 - 風見しんご
捜査一課首席管理官 警視。新海の行動や考えを問題視しており、時間を掛けて検証した割には問題無しの案件が多すぎる、無駄を省き迅速に対応するよう新海に命令する。
武邑嗣雄
演 - 田山涼成
捜査第一課課長 警視正。警察のメンツや組織を何よりも重んじており、検証捜査の度に事件に首を突っ込む新海を快く思っていない。

### その他
東出祐介
演 - 遠藤憲一
警察庁長官官房教養担当 主任。新海の能力を認め、時には手を差し伸べるなど基本は彼女に寄り添っているが、一方では新海が警察を引っ掻き回すかのような行動を見せた際は苦言を呈する事もある。現場の古い体質を変えるため新海を検証捜査係に送り込む。また、最終回では過去のある不祥事が発覚したのを機に新海の海外異動を取り決めるが、事件解決後は取り止めにし、検証捜査係に留めた。
橘ひとみ
演 - 西田尚美
東京地方検察庁 検察事務官。事件後の裁判など今後の支障が出ないよう事を急がせる傾向があり、故に検証捜査に時間を掛ける新海を良く思っていないが、反面新海を認めている節もあり、また最終回では異動が決まったと思われた新海に餞別代わりにレトルト食品を渡すなど優しい一面を見せていた。
羽生田真
演 - 野間口徹
警視庁刑事部鑑識課。新海に気があるようで、小暮から鑑識の仕事を頼まれた際は新海との食事を持ちかけられるとすんなり引き受けていた。
小暮遥花
演 - 金井美樹
茂雄の娘。東京中央医科大学附属病院入院患者。最初は入院していたが、2話の時点で退院が決まった。

### ゲスト
第1話「緊急謝罪!! 4万3千人の警察官を敵にした女」
- 塚田綾乃（裕三の妻・太陽税理事務所事務員） - 高岡早紀
- 河島敬之〈31〉（会社経営・帝国印刷廃虚放火過失致死事件被疑者） - 波岡一喜
- 柴田雪実（河島の元妻） - 小沢真珠
- 峰岸龍夫（峰岸不動産社長） - モト冬樹
- 塚田裕三〈55〉（帝国印刷廃虚放火過失致死事件被害者） - 並木史朗
- 柴田蓮（河島と雪実の息子） - 中村圭佑
- 赤城（塚田夫妻が通っていた歯科の医師）- 小村裕次郎

第2話「車椅子は見た!! ゴミ捨て殺人の秘密」
- 松井洋子（「もえぎの家」利用者） - 江波杏子
- 宮澤由紀（「もえぎの家」介護ヘルパー） - 吉田羊
- 北野安彦（クラブ愛ホスト・自治会長殺人事件被疑者） - 本宮泰風
- 野村日出子（西南町自治会長・殺人事件の被害者） - 梅沢昌代
- 柴崎龍一（クラブ愛店長） - 猪狩賢二
- 松井絵美子（洋子の娘・ストーカー被害者） - 長谷部瞳
- 近所に住む主婦 - 真下有紀
- 一条聖也（クラブ愛ホスト） - 夛留見啓助
- 斎藤孝志（花と緑をつくろう会、理事長）- 藏内秀樹

第3話「歌う通り魔!? 消えた赤い傘の謎…!!」
- 寺本大輝（高校生・連続女性殺人事件被疑者） - 石黒英雄（幼少期：山田日向）
- 山根里桜（名進予備校生・連続女性殺人事件の3人目の被害者） - 広瀬アリス
- 山根幸子（里桜の母親） - 宮田早苗
- 田野倉泰〈29〉（ショッピングモール清掃員） - 村田充
- 林光世（カフェ「BANFF」店員） - 桜川博子
- 松野敏明（山角運送トラック運転手） - 大滝明利
- 後藤敏蔵（千住東警察署旭町南交番巡査） - 正名僕蔵
- パレス高松の大家 - 越村公一
- 萩本真紀（連続女性殺人事件の1人目の被害者）- 帯金ゆかり
- 千住東警察署旭町南交番巡査 - 久保田貫太郎

第4話「謎の絞殺痕!? 結婚詐欺を繰り返す女」
- 川端美波〈40〉（田口の交際相手・結婚詐欺師） - 堀内敬子
- 三嶋真由子（スターインテリア豊洲店店員） - 黒川智花
- 田口佳和〈46〉（スターインテリア豊洲店元店長） - 乃木涼介
- 佐伯隆男（田口の隣人） - 野添義弘
- 牧原等（スターインテリア豊洲店店長） - 尾崎右宗
- 内山郁夫（教育評論家） - 木村靖司
- 佐伯浩子（隆男の妻） - 松本若菜
- 長野正史（田口の友人） - 能見達也
- 東京都監察医務院の医師 - 松澤仁晶
- 川端美波が勤めていた会社の部長 - 由地慶伍

第5話「謎の墜落死!? 娘を二度失った母…!!」
- 深澤隆太郎（フカザワ警備保障社長・元警視庁勤務） - 前田吟
- 須賀谷俊希（元警視庁刑事部捜査一課警部補・フカザワ警備保障警備員） - 神尾佑
- 深澤卓也（隆太郎の息子・フカザワ警備保障専務） - 山中聡
- 真田侑子（山岡未玖の母親） - 滝沢涼子
- 重田和臣（元ホームレス・老人ホーム「春のそよ風」入居者） - 樋浦勉
- 山岡未玖〈享年18〉（7年前の板橋杉山台公園女子高生刺殺事件被害者） - 仲村瑠璃亜
- 若尾武史（板橋杉山台公園女子高生刺殺事件犯人・服役中・事件当時19歳） - 山根和馬
- 棚橋まゆみ（関東リゾート社員・山岡未玖の元親友） - 芳賀優里亜
- 屋台のラーメン屋店主 - 松本健司
- 須賀谷俊希の従兄弟（宅配ピザ「サルバトーレ」店長） - 倉持一裕
- 澤純子

第6話「死者からの爆破予告!? 引き裂かれた母娘の絆」
- REIKO / 高樹礼子〈28〉（新人彫刻アーティスト） - 安めぐみ（少女期：大矢梨華子）
- 土井昇〈30〉（フリーカメラマン・環境活動家） - 忍成修吾
- 室田友和（高樹治子の甥） - 近江谷太朗
- 高樹治子〈62〉（高樹鞄社長） - 泉晶子
- 土井昇の大家 - 田口主将
- 岩間竜司（環境保護NGO団体「世界の森を守る会」代表） - 貴山侑哉
- 吉崎史郎（大手総合商社「コモンズ商事」社長） - 大月秀幸
- コモンズ商事社員 - 畑俊樹
- ゆか（美術家） - 本間麻美
- 司会者 - 松木研也
- 金森公江（アートギャラリー責任者） - 中島ひろ子
- 3人展の司会者 - 松木研也
- 小暮遥花の友達 - 密照幸枝
- 新山博子

第7話「疑惑の夫殺し!? 瞬間移動した鞄の謎!! 女流作家の殺人計画」
- 森川泉（人気恋愛小説家・美奈代の親友） - 白石美帆（少女期：野呂百合香）
- 滝沢美奈代〈34〉（ブティック経営者・資産家） - 遊井亮子（少女期：沼倉花菜）
- 滝沢圭一〈38〉（美奈代の夫・「現進社出版」編集者・森川泉の担当編集者） - 井田國彦
- 二階堂治（「現進社出版」第一文芸部編集長・圭一の上司） - 大高洋夫
- 坂下香織〈24〉（圭一の愛人・美奈代のブティックの店員） - はねゆり
- 宗方一樹（大御所小説家） - 山野史人
- タクシー運転手 - 中田敦夫
- 市立東中学校の教員 - 大沼百合子

第8話「葬られた目撃者スキャンダル写真に秘められた殺意!!」
- 山城達也〈57〉（フリージャーナリスト） - 下條アトム
- 高瀬美和子〈32〉（川上莉子の事務所社長） - 井上和香
- 川上莉子〈20〉（人気モデル・愛称リコピン） - 小林涼子
- 小嶋一輝〈38〉（フリージャーナリスト・山城の弟子） - 伊東孝明
- 鏑木亜紀（レストラン店員） - 田川可奈美
- チンピラ - 古川九一、御船健
- 鏑木真義〈35〉（サラリーマン連続暴行事件被害者） - 諌山幸治
- 川上莉子といた不良仲間 - 磯貝龍虎

最終話「600通の詫び状に隠された真犯人」
- 楠田正芳〈52〉（吉高千文暴行傷害事件被疑者・12年前の花岡憲武傷害致死事件の加害者） - 内藤剛志
- 吉高千文〈29〉（大手健康食品メーカー「吉高フーズ」御曹司） - 笠原秀幸
- 花岡巧巳（憲武の息子・和菓子「きせん」職人） - 川野直輝
- 吉高万里（「吉高フーズ」社長・千文の母） - 未來貴子
- 市ノ瀬重光（警視庁捜査一課第3係刑事） - 斉藤陽一郎
- 花岡芙美子（憲武の妻・和菓子「きせん」店主） - 松浦佐知子
- 花岡憲武（警視庁捜査一課の元警部補・12年前死亡） - 加門良
- 畑山由岐彦（開英学園高校教師） - 陰山泰
- 館野充（「吉高フーズ」秘書） - 藤川俊生
- 吉高さおり（千文の妻） - 伊藤久美子
- 塚本まどか（真一郎の同級生） - 田口寛子
- 楠田真一郎（正芳の息子・開英学園高校生徒・故人） - 山口裕次郎
- 楠田正芳の隣人 - 藤倉みのり

## スタッフ
- 脚本 - 池上純哉、真部千晶、田中孝治、伊藤洋子
- 音楽 - 横山克
- 監督 - 猪原達三、長谷川康、田村直己
- 主題歌 - 三浦大知「Two Hearts」[14]（SONIC GROOVE）
本作品が三浦大知初のドラマタイアップ。
- 撮影 - 木村祐一郎、中村耕太
- 録音 - 渡会民雄、遠藤和生
- 編集 - 只野信也
- 助監督 - 山田敏久、安養寺工
- 選曲 - 合田麻衣子
- タイトルバック - 坪ノ内晃
- CG合成 - 日本映像クリエイティブ
- 警察監修 - 倉科孝晴
- 技斗 - 二家本辰己
- チーフプロデューサー - 佐藤凉一（テレビ朝日）
- プロデューサー - 三輪祐見子・西勇哉（テレビ朝日）、丸山真哉・大森敬仁（東映）
- アシスタントプロデューサー - 國枝菜穂子
- 制作 - テレビ朝日、東映

## 放送日程
| 放送回                                                  | 放送日  | サブタイトル                                           | 脚本     | 監督     | 視聴率 |
| ------------------------------------------------------- | ------- | ------------------------------------------------------ | -------- | -------- | ------ |
| 1                                                       | 4月18日 | 緊急謝罪!! 4万3千人の警察官を敵にした女                | 池上純哉 | 猪原達三 | 11.4%  |
| 2                                                       | 4月25日 | 車椅子は見た!! ゴミ捨て殺人の秘密                      | 田中孝治 | 長谷川康 | 12.7%  |
| 3                                                       | 5月02日 | 歌う通り魔!? 消えた赤い傘の謎…!!                       | 真部千晶 | 猪原達三 | 09.3%  |
| 4                                                       | 5月09日 | 謎の絞殺痕!? 結婚詐欺を繰り返す女                      | 真部千晶 | 長谷川康 | 08.1%  |
| 5                                                       | 5月16日 | 謎の墜落死!? 娘を二度失った母…!!                       | 池上純哉 | 田村直己 | 09.1%  |
| 6                                                       | 5月23日 | 死者からの爆破予告!? 引き裂かれた母娘の絆              | 真部千晶 | 田村直己 | 09.8%  |
| 7                                                       | 5月30日 | 疑惑の夫殺し!? 瞬間移動した鞄の謎!! 女流作家の殺人計画 | 伊藤洋子 | 長谷川康 | 07.7%  |
| 8                                                       | 6月06日 | 葬られた目撃者スキャンダル写真に秘められた殺意!!       | 田中孝治 | 猪原達三 | 08.3%  |
| 9                                                       | 6月13日 | 600通の詫び状に隠された真犯人                          | 池上純哉 | 猪原達三 | 08.4%  |
| 平均視聴率 9.6%（視聴率はビデオリサーチ調べ、関東地区） |         |                                                        |          |          |        |